# Bischbrunner Forst
Der Bischbrunner Forst war bis 2008 ein 28,22 km² großes gemeindefreies Gebiet im Landkreis Main-Spessart im bayerischen Spessart. Es ist komplett bewaldet. 
Der Forst liegt im Nordwesten der Gemeinde Bischbrunn. Die höchste Erhebung ist der Geiersberg mit 586 m ü. NHN. Zum 1. Januar 2009 wurde das Gebiet nach Bischbrunn eingegliedert.
In der Gemarkung liegen die Weiler Breitsol, Schleifmühle und Torhaus Aurora.